# Sokkal több mint testőr 2.
A Sokkal több mint testőr 2. (eredeti cím: Hitman's Wife's Bodyguard) 2021-ben bemutatott amerikai akcióvígjáték, rendezője Patrick Hughes, forgatókönyvírója Tom O'Connor, Brandon és Phillip Murphy, zeneszerzője Atli Örvarsson. A film a 2017-ben bemutatott Sokkal több mint testőr folytatása. A főszerepekben Ryan Reynolds, Samuel L. Jackson, Salma Hayek, Frank Grillo, Richard E. Grant, Tom Hopper, Antonio Banderas és Morgan Freeman látható.
Az Amerikai Egyesült Államokban 2021. június 16-án mutatja be a Lionsgate Home Entertainment, Magyarországon egy nappal hamarabb szinkronizálva a Prorom Entertainment Kft.

## Cselekmény
Négy évvel az eredeti film eseményei után Michael Bryce testőr a cég által elrendelt szabadságát tölti.
Michael Bryce már éppen lemondana arról, hogy újra testőr legyen, mígnem Sonia Kincaid rátalál, és a segítségét kéri. A nőnek szüksége van a segítségére, hogy visszaszerezze bérgyilkos férjét, Dariust, akit maffiózók elraboltak. Szabadsága miatt Bryce nem használhat lőfegyvert vagy bármilyen halálos fegyvert, ezért az eszét és az intelligenciáját kell használnia, hogy megmentse Dariust.
Miután visszaszerezték, elkapja őket Bobby O'Neill, az Interpol ügynöke, akinek a segítségükre van szüksége egy Arisztotelész Papadopulosz nevű terrorista lángelme felkutatásában, aki az európai elektromos hálózatot és infrastruktúrát akarja tönkretenni, mivel az Európai Unió újabb szankciókat tervez Görögország ellen.
A trió egyre több bajba kerül, és Bryce viseli a találkozások fizikai súlyának nagy részét. Miután segítséget kapnak testőr mostohaapjától, idősebb Bryce-tól, a triót elfogják Arisztotelész csatlósai. A férfinak van múltja Soniával, mivel Sonia átverte őt, pedig őszintén beleszeretett a lányba. Miután Darius Kincaid ellen fordította, Bryce-szal együtt menekülni kényszerül. A helyzetet tovább rontja, hogy idősebb Bryce-ról kiderül, hogy Arisztotelésznek dolgozik, és hátat fordít Bryce-nak.
Bryce és Kincaid félreteszik a problémáikat, és együtt dolgoznak Sonia megmentésén és Arisztotelész megállításán. Miután megölik Arisztotelész csatlósait, meghiúsítják a tervét, hogy egy fúrógép segítségével betörjenek az európai elektromos hálózatba, és harcoljanak Arisztotelész és idősebb Bryce ellen. Bryce megöli idősebb Bryce-t, míg Kincaid és Sonia megöli Arisztotelészt. Bryce-nak sikerül megnyomnia a kézi vezérlést, hogy megsemmisítse a hajót és leállítsa a fúrót, és hármójuknak sikerül túlélniük a robbanást. O'Neill azt mondja, hogy 48 órát kell együtt maradniuk a hajón, mielőtt tisztázzák őket és kiszabadulnak, majd átadja Bryce-nak az aláírandó papírokat, amiről azt hiszi, hogy az AAA engedélye. Bryce aláírja őket, csakhogy kiderül, hogy ezek örökbefogadási papírok, amelyekkel Sonia és Kincaid fia lehet.

## Szereplők
| Szerep                             | Színész            | Magyar hang        |
| ---------------------------------- | ------------------ | ------------------ |
| Michael Bryce                      | Ryan Reynolds      | Nagy Ervin         |
| Darius Kincaid                     | Samuel L. Jackson  | Gáti Oszkár        |
| Sonia Kincaid                      | Salma Hayek        | Pikali Gerda       |
| Bobby O'Neill, az Interpol ügynöke | Frank Grillo       | Makranczi Zalán    |
| Aristotle Papadopolous             | Antonio Banderas   | Rátóti Zoltán      |
| Idősebb Bryce                      | Morgan Freeman     | Papp János         |
| Walter Fiscer                      | Brian Caspe        | Rosta Sándor       |
| Magnusson                          | Tom Hopper         | Varga Gábor        |
| Zento                              | Kristofer Kamiyasu | Welker Gábor       |
| Veronika                           | Gabriella Wright   | Bogdányi Titanilla |
| Pszichológusnő                     | Rebecca Front      | Menszátor Magdolna |
| Felkonferáló                       | Stewart Alexander  | Tokaji Csaba       |
| Kurosawa                           | Tsuwayuki Saotome  | eredeti nyelven    |
| Crowley                            | Caroline Goodall   | Vándor Éva         |

## Bemutató
A Lionsgate Films 2021. június 16-án mutatja be a filmet, az eredetileg tervezett bemutató dátum 2020. augusztus 28. volt, majd egy évvel eltolták a COVID-19 világjárvány miatt 2021 augusztus 20-ra, végül két hónappal hamarabb lesz látható.

## Fordítás
- Ez a szócikk részben vagy egészben  a   Hitman's Wife's Bodyguard című angol Wikipédia-szócikk fordításán alapul.  Az eredeti cikk szerkesztőit annak laptörténete sorolja fel. Ez a jelzés csupán a megfogalmazás eredetét és a szerzői jogokat jelzi, nem szolgál a cikkben szereplő információk forrásmegjelöléseként.